# NGC 2256
NGC 2256 је елиптична галаксија у сазвежђу Жирафа која се налази на NGC листи објеката дубоког неба.
Деклинација објекта је + 74° 14' 13" а ректасцензија 6h 47m 14,2s. Привидна величина (магнитуда) објекта NGC 2256 износи 12,6 а фотографска магнитуда 13,6. NGC 2256 је још познат и под ознакама UGC 3519, MCG 12-7-15, CGCG 330-14, PGC 19602.